# Economia della Groenlandia
L'Economia della Groenlandia ha sofferto di una crescita negativa nei primi anni novanta, ma dal 1993 l'economia è stata migliorata. Il Greenland Home Rule Government (GHRG) ha perseguito una rigida politica fiscale fin dai tardi anni ottanta, che ha aiutato la creazione di surplus nel budget pubblico e una bassa inflazione. Fin dal 1990, la Groenlandia ha registrato un calo delle esportazioni a seguito della chiusura delle ultime miniere di piombo e zinco. Oggi la Groenlandia è fortemente dipendente dalla pesca e dall'esportazione del pesce; la pesca del gambero è di gran lunga la più importante fonte di reddito. Nonostante la scoperta di giacimenti di idrocarburi e vari minerali, ci vorranno alcuni anni prima che possano essere estratti. Solo il turismo offre guadagno a breve termine e anche questo è limitato dalla breve stagione turistica e dagli alti costi. Il settore pubblico, che include le aziende di dominio pubblico e i comuni, ha un ruolo dominante nell'economia groenlandese. Circa metà del reddito del governo della Groenlandia viene dai sussidi spediti dalla Danimarca, una parte importante del PIL.

## Dati
- PIL (2015): 2,173 miliardi di $[1]
- Crescita del PIL (2015): 1,7%[2]
- PIL pro capite (2015): 37.600 $[3]
- Inflazione (2017): 0,3%[4]
- Popolazione attiva (2015): 26.840 (48%)[5]
- Tasso di disoccupazione (2015): 9,1%[6]
- Budget (2014)[7]:
  - Ricavo: 1.578 miliardi di $
  - Spesa: 1.876 miliardi di $
- Industrie: lavorazione del pesce (specialmente gamberi), artigianato, industria della pelle e cantieri navali
- Produzione di elettricità (2014): 300 GWh (100% combustibili fossili)[8]
- Consumo di elettricità (2014): 300 GWh[9]
- Import/Export di elettricità (2013): 0/0 kWh[10][11]
- Prodotti di agricoltura/allevamento/caccia: foraggio, ortaggi; pecore, renne; pesce
- Esportazioni (2015): 407.1 milioni di $ (pesce e derivati: 95%)[12]
  - Partner d'esportazione: Danimarca (76%), Portogallo (9,7%), Islanda (4,2%)
- Importazioni (2015): 783.5 milioni di $ (macchinari, attrezzature per i trasporti, beni manifatturieri, cibo, animali, petrolio e derivati)[13]
  - Partner d'importazione: Danimarca (71%), Svezia (12,7%), Islanda (5,1%)
- Debito estero (2010): 36.4 milioni di $[14]
- Sussidi esteri (1997): 380 milioni di $ dalla Danimarca
- Valuta: Corona danese (DKK) (1 DKK = 100 øre) (dal 2008 viene coniata la Corona groenlandese)
- Cambio DKK per $: 5,669 (2005), 5,9911 (2004), 6,5877 (2003), 7,8947 (2002), 8,3228 (2001), 7,336 (2000), 6,976 (1999), 6,701 (1998), 6,604 (1997), 5,799 (1996), 5,602 (1995)